# نادي الطيبة الرياضي
نادي الطيبة الرياضي هو نادي كرة قدم أردني مقره مدينة طيبة، الأردن. ويتنافس حالياً في دوري الدرجة الثانية الأردني، وهو المستوى الثالث لكرة القدم الأردنية.

## تاريخه
يوجد في الطيبة عدد من الألعاب الرياضية، منها كرة القدم ورياضة الكيك بوكسينج.
أعيد انتخاب رأفت القرعان رئيساً للنادي في 3 يناير 2012. أعيد لنتخاب بحميدة البطوش رئيساً لنادي الطيبة في 17 مايو 2016.
حدثت أعمال شغب بين جماهير الطبية ونادي سحاب في يوم 14 أكتوبر 2014.
أعلن محمد العبابنة استقالته من منصب مدير فني لنادي الطيبة في 21 مارس 2017 بعد التعادل الأخير أمام كفرصوم في دوري الدرجة الأولى الأردني.
حاول رئيس نادي الطيبة رأفت القرعان شراء اللاعب أحمد عرسان بمبلغ 250 ألف دينار في 7 يونيو 2019.
انتخبت جمعية الطيبة أحمد السعيدات رئيسًا للسنوات الثلاث المقبلة في 31 يوليو 2019.
حصل نادي الطيبة على دعم من ولي العهد لبناء مجمع رياضي للنادي في 24 نوفمبر 2021.

## روابط خارجية
- نادي الطيبة - سكور واي
- نادي الطيبة - الاتحاد الأردني لكرة القدم
- نادي الطيبة - كوورة